# Julien Stéphan
Julien Stéphan (Rennes, 18 settembre 1980) è un allenatore di calcio ed ex calciatore francese, di ruolo centrocampista, tecnico del QPR.

## Biografia
È figlio dell'ex calciatore ed allenatore di calcio francese Guy Stéphan. Nasce a Rennes l'anno in cui il padre giocava nella squadra bretone.

## Caratteristiche tecniche

### Giocatore
Mediano di contenimento, ha deciso di interrompere l'attività agonistica a 26 anni per diventare allenatore.

### Allenatore
(Julien Stéphan, 2019)
Descritto come una persona "calma e al tempo stesso carismatica", gli viene riconosciuta la capacità di migliorare il rendimento dei propri calciatori attraverso una spiccata abilità motivazionale. Nel settore giovanile del Rennes ha cresciuto numerosi talenti poi affermatisi a livello internazionale, tra i quali Ousmane Dembélé e Joris Gnagnon.

## Carriera

### Giocatore
Cresciuto nei settori giovanili di Olympique Lione e Bordeaux, nel 1998 entra nel vivaio del Paris Saint-Germain. Raccoglie qualche presenza con la squadra giovanile nel campionato CFA. Nel 2001 firma con il Tolosa, appena retrocesso nel Championnat National. Successivamente milita nel RC France e nel Stade Briochin, prima di chiudere la carriera al Drouais nel 2008.

### Allenatore

#### Gli inizi
Già prima di interrompere l'attività agonistica, nel 2005 inizia ad allenare la selezione Under-19 del Drouais, compito che assolve per tre stagioni. Nel 2008, appese le scarpe al chiodo, diventa allenatore della squadra Under-15 dello Châteauroux. Nel 2010 passa al Lorient, guidando per due stagioni la selezione Under-17. Nel 2012 arriva la chiamata del Rennes per allenare la formazione Under-19. Nell'estate 2015 è promosso alla guida della squadra riserve, riuscendo a riportarla nel CFA.

#### Rennes
Il 3 dicembre 2018 viene nominato allenatore della prima squadra del Rennes, prendendo il posto dell'esonerato Sabri Lamouchi. Esordisce in panchina con la vittoria (2-0) sul campo del Olympique Lione che avvia una serie di quattro successi consecutivi, chiusa con l'exploit esterno nel derby contro il Nantes. Il 13 dicembre debutta in Europa League nella gara della fase a gironi vinta (2-0) contro i kazaki dell'Astana. Il cammino europeo dei Diavoli Rossi si ferma agli ottavi di finale, dove gli inglesi dell'Arsenal riescono a ribaltare il k.o. dell'andata (3-1) con un netto 3-0 all'Emirates. Parallelamente al rilancio in campionato, il Rennes avanza in Coppa di Francia fino a raggiungere la finale di Saint-Denis. Il 27 aprile 2019, sconfiggendo il Paris Saint-Germain ai calci di rigore dopo aver rimontato un doppio svantaggio nei tempi regolamentari, il Rennes conquista la coppa per la terza volta nella sua storia, tornando ad alzare un trofeo a 48 anni di distanza dall'ultima vittoria.
Il 3 giugno 2019 rinnova il contratto con il Rennes fino al 2022. Due mesi più tardi affronta nuovamente il PSG nella Supercoppa di Francia, partita disputata nella cinese Shenzhen. Il Rennes chiude il primo tempo in vantaggio grazie al gol di Hunou, ma nella ripresa i parigini ribaltano il risultato e si aggiudicano il trofeo. Il 1 marzo 2021 si dimette, dopo che la squadra ha ottenuto tre sconfitte nelle ultime tre partite.

#### Strasburgo e Rennes
Il 28 maggio 2021 si accasa allo Strasburgo con cui colleziona un 6º posto al primo anno e un 15° al secondo. Nel 2023 passa al Rennes con cui arriva 10º in Ligue 1.

## Statistiche

### Statistiche da allenatore
Statistiche aggiornate al 20 settembre 2024. In grassetto le competizioni vinte.
| Stagione          | Squadra           | Campionato        | Campionato | Campionato | Campionato | Campionato | Coppe nazionali | Coppe nazionali | Coppe nazionali | Coppe nazionali | Coppe nazionali | Coppe continentali | Coppe continentali | Coppe continentali | Coppe continentali | Coppe continentali | Altre coppe | Altre coppe | Altre coppe | Altre coppe | Altre coppe | Totale | Totale | Totale | Totale | % Vittorie | Piazzamento |
| Stagione          | Squadra           | Comp              | G          | V          | N          | P          | Comp            | G               | V               | N               | P               | Comp               | G                  | V                  | N                  | P                  | Comp        | G           | V           | N           | P           | G      | V      | N      | P      | %          | Piazzamento |
| ----------------- | ----------------- | ----------------- | ---------- | ---------- | ---------- | ---------- | --------------- | --------------- | --------------- | --------------- | --------------- | ------------------ | ------------------ | ------------------ | ------------------ | ------------------ | ----------- | ----------- | ----------- | ----------- | ----------- | ------ | ------ | ------ | ------ | ---------- | ----------- |
| dic. 2018-2019    | Rennes            | L1                | 23         | 9          | 8          | 6          | CF+CdL          | 6+2             | 4+1             | 2+1             | 0               | UEL                | 5                  | 3                  | 1                  | 1                  | -           | -           | -           | -           | -           | 36     | 17     | 12     | 7      | 47,22      | Sub. 10º    |
| 2019-2020         | Rennes            | L1                | 28         | 15         | 5          | 8          | CF+CdL          | 5+1             | 2+0             | 2+0             | 1+1             | UEL                | 6                  | 1                  | 1                  | 4                  | SF          | 1           | 0           | 0           | 1           | 41     | 18     | 8      | 15     | 43,90      | 3º          |
| 2020-mar.2021     | Rennes            | L1                | 27         | 10         | 8          | 9          | CF              | 1               | 0               | 0               | 1               | UCL                | 6                  | 0                  | 1                  | 5                  | -           | -           | -           | -           | -           | 34     | 10     | 9      | 15     | 29,41      | Dimis.      |
| 2021-2022         | Strasburgo        | L1                | 38         | 17         | 12         | 9          | CF              | 2               | 1               | 0               | 1               | -                  | -                  | -                  | -                  | -                  | -           | -           | -           | -           | -           | 40     | 18     | 12     | 10     | 45,00      | 6°          |
| 2022-gen. 2023    | Strasburgo        | L1                | 17         | 1          | 8          | 8          | CF              | 1               | 0               | 1               | 0               | -                  | -                  | -                  | -                  | -                  | -           | -           | -           | -           | -           | 18     | 1      | 9      | 8      | &5,56      | Eson        |
| Totale Strasburgo | Totale Strasburgo | Totale Strasburgo | 55         | 18         | 20         | 17         |                 | 3               | 1               | 1               | 1               |                    | -                  | -                  | -                  | -                  |             | -           | -           | -           | -           | 58     | 19     | 21     | 18     | 32,76      |             |
| nov. 2023-2024    | Rennes            | L1                | 22         | 10         | 4          | 8          | CF              | 5               | 3               | 1               | 1               | UEL                | 4                  | 2                  | 0                  | 2                  | -           | -           | -           | -           | -           | 31     | 15     | 5      | 11     | 48,39      | Sub. 10°    |
| lug.- nov. 2024   | Rennes            | L1                | 10         | 3          | 2          | 5          | CF              | 0               | 0               | 0               | 0               | -                  | -                  | -                  | -                  | -                  | -           | -           | -           | -           | -           | 10     | 3      | 2      | 5      | 30,00      | Eson.       |
| Totale Rennes     | Totale Rennes     | Totale Rennes     | 110        | 47         | 27         | 36         |                 | 20              | 10              | 6               | 4               |                    | 21                 | 6                  | 3                  | 12                 |             | 1           | 0           | 0           | 1           | 152    | 63     | 36     | 53     | 41,45      |             |
| Totale carriera   | Totale carriera   | Totale carriera   | 165        | 65         | 47         | 53         |                 | 23              | 11              | 7               | 5               |                    | 21                 | 6                  | 3                  | 12                 |             | 1           | 0           | 0           | 1           | 210    | 82     | 57     | 71     | 39,05      |             |

## Palmarès

### Allenatore

#### Club
- Coppa di Francia: 1

Rennes: 2018-2019